# Eric Darnell
Eric Darnell   (Prairie Village, 21 d'agost de 1961) és un director de cinema, escriptor, actor de doblatge, compositor i animador de dibuixos animats estatunidenc. És conegut per codirigir Antz amb Tim Johnson, així com per codirigir Madagascar amb Tom McGrath.

## Biografia
Darnell va estudiar al Shawnee Mission East High School a Prairie Village, Kansas, on va ser redactor del diari escolar Harbinger. Va estudiar periodisme a la Universitat de Colorado-Boulder. Després de graduar-se el 1983, va treballar en pel·lícules experimentals durant quatre anys, la qual cosa el va ajudar a ser acceptat al programa d'estudis d'Animació Experimental l'Institut de les Arts de Califòrnia. Després de graduar-se, el van contractar a la Companyia Pacific Data Images, on va treballar com a animador dels personatges de l'especial L'últim Halloween, de l'any 1991.
El 1998, va debutar com a director de la pel·lícula Antz per a la PDI/DreamWorks. Va treballar en la investigació i el desenvolupament per a la PDI amb The Prince of Egypt. Després va treballar com a escriptor de la cançó "Welcome to Duloc" de la pel·lícula Shrek (2001), per a la qual també va treballar en l'argument.
Tom McGrath i Darnell van dirigir plegats la pel·lícula Madagascar el 2005. A continuació va dirigir i escriure la resta de pel·lícules de la saga: Madagascar 2 (Escape 2 Africa), de 2008, Madagascar 3: De marxa per Europa, de 2012; i Els pingüins de Madagascar, de 2014.
El 2015 va fundar una productora especialitzada en curtmetratges d'animació en realitat virtual, Baobab Studios.